# Raxendorf
Raxendorf – gmina targowa w Austrii, w kraju związkowym Dolna Austria, w powiecie Melk. Według danych Austriackiego Urzędu Statystycznego liczyła 1 031 mieszkańców (1 stycznia 2014).